# Gare de Soultz-sous-Forêts
Gare de Soultz-sous-Forêts vasútállomás Franciaországban, Soultz-sous-Forêts településen.

## Vasútvonalak
Az állomást az alábbi vasútvonalak érintik:
- Vendenheim–Wissembourg-vasútvonal

## Kapcsolódó állomások
A vasútállomáshoz az alábbi állomások vannak a legközelebb:
- Gare de Hoffen
- Gare de Hoelschloch